# Setra SG 321 UL
Der Setra SG 321 UL ist ein Hochflur-Gelenkbus der Baureihe MultiClass 300 des Herstellers Kässbohrer (1995) bzw. EvoBus (1995–2006), der je nach Ausstattung als Überland- oder Kombibus eingesetzt werden kann.

## Entwicklung
Der SG 321 UL wurde im Oktober 1995 auf der Messe Kassel vorgestellt. Das Messegelände wurde unter anderem auch für die „Setra Show 1995“ genutzt.
Der SG 321 UL ergänzte das Programm der MultiClass 300 Baureihe um eine Variante mit hoher Beförderungskapazität. Noch im selben Jahr begann die Serienproduktion des SG 321 UL im Werk Neu-Ulm.
Zum Modelljahr 2003 erhielt er ein kleines Facelift an Front und Heck. Mit diesem Facelift entfiel das Kässbohrer-Logo und der Setra-Schriftzug wurde seitdem in schwarz auf silbernem Grund statt wie vorher umgekehrt gehalten. Darüber hinaus enthielt die Modellpflege eine überarbeitete Armaturentafel durch Verwendung modernerer Kippschalter, die aus den Armaturentafeln anderer Bustypen aus dem Hause EvoBus, die seit Firmengründung neu entwickelt worden waren, bereits bekannt waren.
2006 wurde die Produktion der MultiClass 300 Baureihe zugunsten der MultiClass 400 Baureihe eingestellt. Ein Nachfolgemodell für den SG 321 UL wurde nicht entwickelt.

## Ausstattung
Neben der ursprünglichen Ausführung mit gerader Front war der SG 321 UL auch mit der schrägen Front, wie sie der Reisebus S 315 GT besitzt, erhältlich. Exemplare mit diesem Ausstattungsmerkmal werden inoffiziell auch beispielsweise als SG 321 UL-GT bezeichnet.
Die vielen Ausstattungsmöglichkeiten, die im Laufe der Bauzeit immer umfangreicher wurden, ermöglichten dem Busunternehmer, das Fahrzeug genau gemäß dem Einsatzzweck und den individuellen Wünschen zu gestalten. Hierzu gehören z. B. wahlweise ein- oder zweiflügelige Fahrgasttüren, eine auf dem Dach verbaute Lüftungs- oder Klimaanlage, verschiedene Varianten von Zielanzeigen und Fahrgastsitzen (vom einfachen Liniensitz bis hin zum verstellbaren Reisesessel für den Gelegenheitsverkehr), individuell aufrüstbare Deckensets über den Fahrgastsitzen, ein Kühlschrank sowie ein Armaturenbrett mit Instrumenteneinsätzen wahlweise in Linienbusausführung gemäß VDV-Empfehlung oder in Reisebusausführung.

## Verwandte Bustypen

### Hochflurige Bustypen
- Setra S 313 UL – 11-Meter-Variante mit 2 Achsen
- Setra S 315 UL – 12-Meter-Variante mit 2 Achsen
- Setra S 316 UL – 13-Meter-Variante mit 2 Achsen
- Setra S 317 UL – 14-Meter-Variante mit 3 Achsen
- Setra S 319 UL – 15-Meter-Variante mit 3 Achsen

### Niederflurige Bustypen
- Setra S 300 NC
- Setra S 315 NF – 12-Meter-Variante mit 2 Achsen
- Setra S 319 NF – 14-Meter-Variante mit 3 Achsen

## Galerie

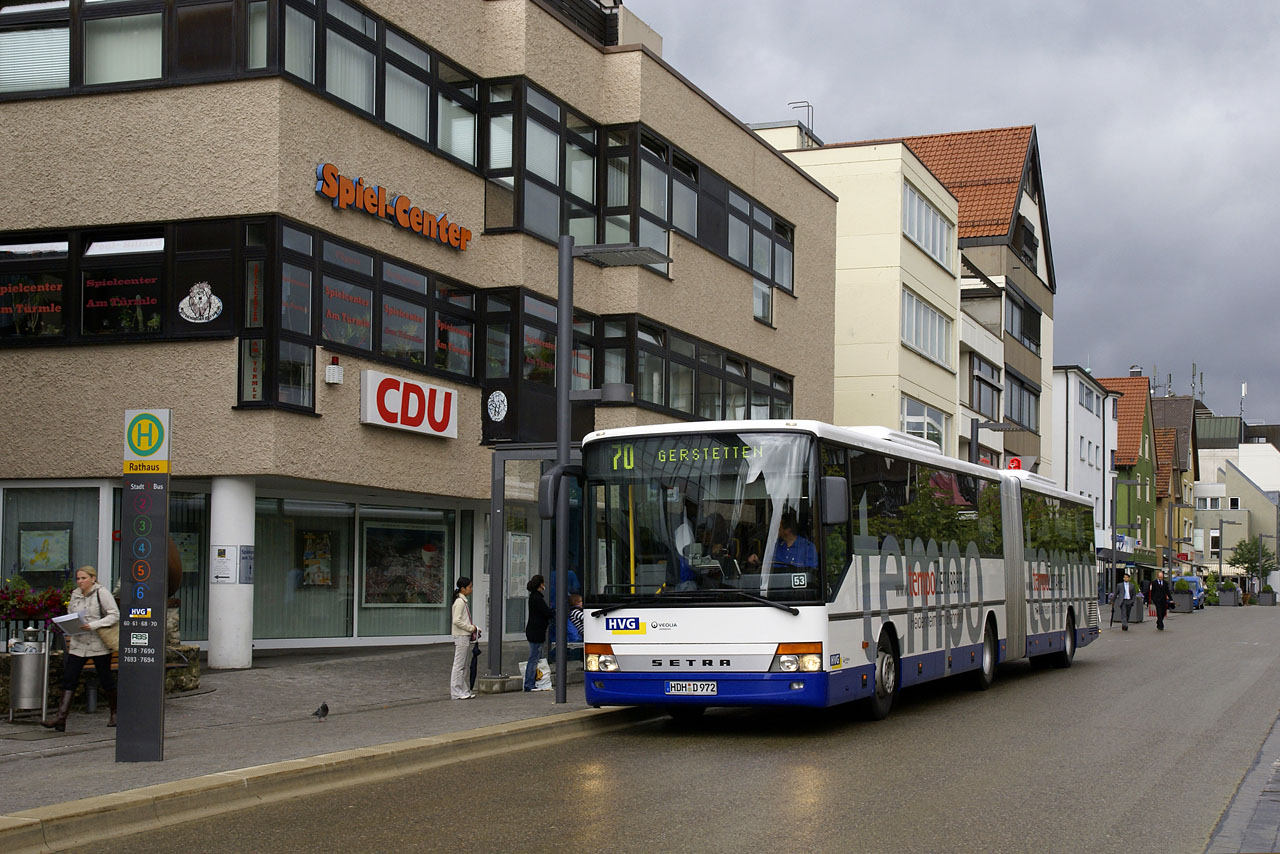
SG 321 UL (Facelift)
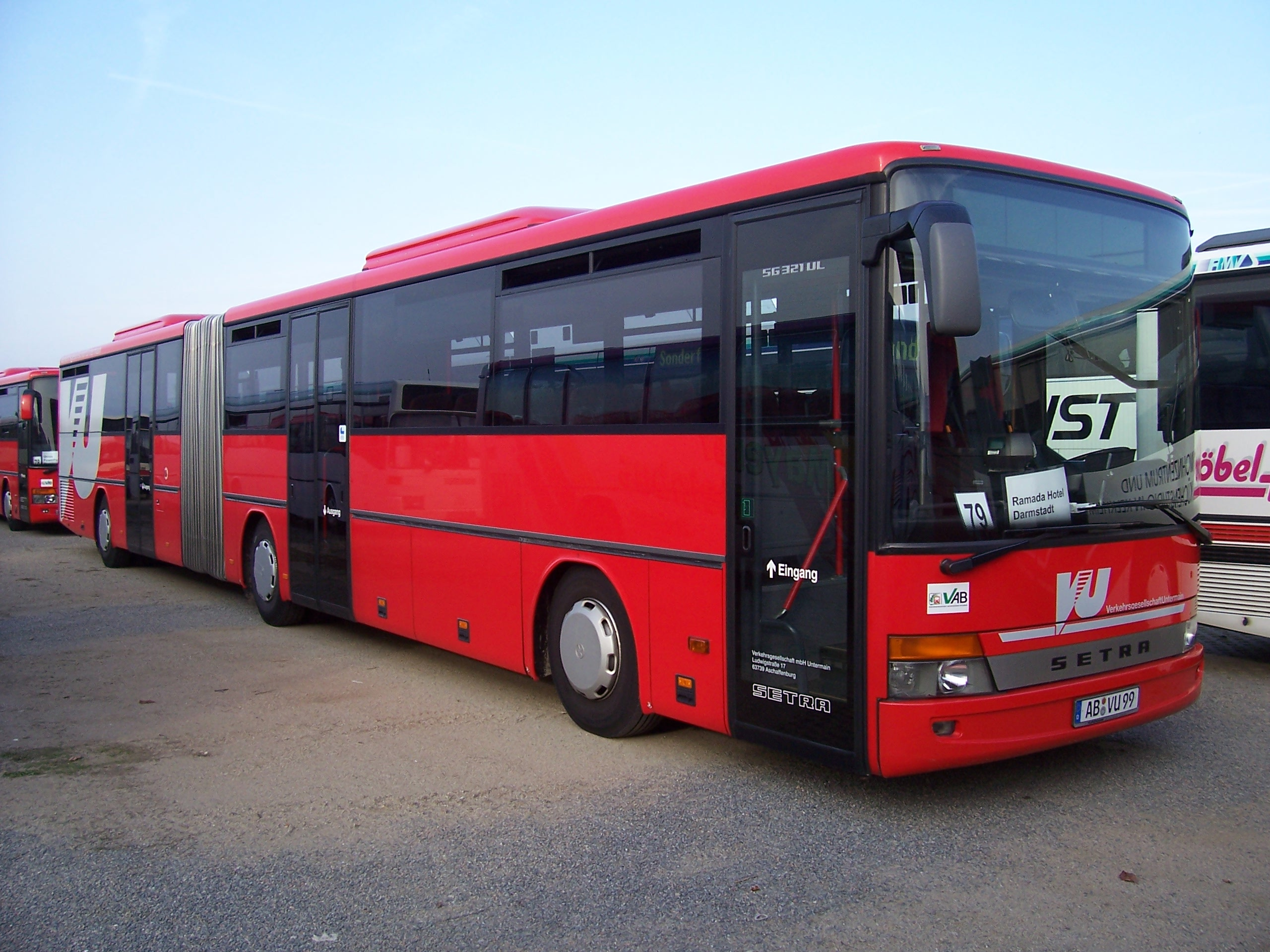
SG 321 UL (Facelift)